# Pomba-de-coroa-branca
Pomba-de-coroa-branca (nome científico: Patagioenas leucocephala) é uma espécie de ave pertencente à família dos columbídeos. Habita as ilhas do norte e centro do Caribe e alguns lugares do continente norte e centro-americano.  Como os outros pombos do Novo Mundo, ele estava anteriormente unido aos seus parentes do Velho Mundo no gênero Columba, mas hoje o gênero do Novo Mundo Patagioenas é reconhecido como distinto novamente.